# Mate Baturina
Mate Baturina (ur. 1 sierpnia 1973 w Splicie) – chorwacki piłkarz, występujący na pozycji ofensywnego środkowego pomocnika. Zna cztery języki: chorwacki, niemiecki, serbski i szwedzki.

## Kariera klubowa

### HNK Šibenik
Baturina rozpoczął karierę piłkarską w roku 1992 – wtedy podpisał kontrakt z II-ligowym zespołem Hrvatska Split, który upadł po 3 latach istnienia. Zawodnik wówczas przeniósł się do HNK Šibenik, jednak pierwszy sezon w którym występował to 1994/95, gdzie w 13 występach strzelił 5 gole, a Šibenik zajął w lidze 9 lokatę. W następnym sezonie Baturina zaliczył jeden z lepszych występów – pomimo zajęcia przez zespół 7. miejsca w lidze, Baturina w 23 występach strzelił 8 goli, co było 1/5 strzelonych przez Šibenik goli w lidze w tym sezonie. Sezon 1995 – 1996 to 32 występy i 6 goli Baturiny.

### NK Zagreb
Ponieważ Šibenik ponownie zajął 7. miejsce, Baturina odszedł do NK Zagreb. Sezon w nowym klubie był dla Baturiny znakomity, zaowocował on zdobyciem przez zespół 5. miejsca w tabeli, chociaż po 1 części sezonu na czele znajdowała się Croatia Zagrzeb, a NK było 2 w tabeli. Baturina zdobył za to koronę króla strzelców, strzelając w 31 występach 18 goli. Był to pierwszy przypadek w lidze chorwackiej, gdy królem strzelców został zawodnik niebędący napastnikiem (Baturina był ofensywnym pomocnikiem).

### Hajduk Split
Baturina w 1998 roku przeszedł do drużyny Hajduk Split, z którą w 8 występach strzelił 6 goli i zajął 3. miejsce w lidze. W następnym sezonie było już lepiej – w 32 występach strzelił 13 goli, a Hajduk został wicemistrzem kraju. Po sezonie, Baturina podjął decyzję o przejściu do lokalnego rywala jego byłego klubu, NK, Dinama Zagrzeb (wówczas Croatii).

### Grasshopper Club
Zaledwie po połowie jednego sezonu spędzonego w NK Zagreb, Mate Baturina uzyskał lukratywną ofertę od Grasshopper Club. W zespole z Chorwacji Mate strzelił 6 goli w 15 występach, a NK Zagreb po zakończeniu sezonu zdobył mistrzostwo kraju. W Grasshoppers w pierwszym sezonie w 12 występach strzelił 1 gola, a samo Grasshoppers zdobyło 3. miejsce w lidze, pomimo iż zespół był faworytem do uzyskania mistrzostwa kraju. W następnym sezonie Grasshoppers ponownie zajęło 3. miejsce, a Baturina w 22 występach strzelił znów tylko 1 gola. Pomimo tych niepowodzeń, zawodnik pozostał w klubie także w sezonie 2002/2003. Wówczas drużyna zdobyła mistrzostwo kraju, a sam Baturina w 25 występach strzelił 9 goli.

### Bene Jehuda Tel Awiw
Z drużyną z Zurychu nie przedłużył jednak kontraktu, a nowy podpisał z drużyną ligi izraelskiej Bene Jehuda Tel Awiw. W pierwszym sezonie w Izraelu, Baturina wraz z drużyną z Tel Awiwu-Jafy zajął dopiero 6. miejsce. Sam zawodnik strzelił 11 goli w 27 występach. W sezonie 2004/05 Bene Jehuda ponownie zajęła 6. miejsce w lidze, ale Baturina pomimo małej skuteczności (6 goli w 32 występach), stał się ulubieńcem kibiców. W następnym sezonie, 2005–2006 Baturinie nie powodziło się już tak dobrze – 26 występów i tylko 4 gole, ale Bene Jehuda zajęła 4. miejsce i zakwalifikowała się do europejskich pucharów. 15 lipca 2006 podpisał nowy kontrakt z izraelską drużyną.
| Sezon   | Klub                 | Kraj       | Rozgrywki                   | Mecze | Bramki |
| ------- | -------------------- | ---------- | --------------------------- | ----- | ------ |
| 1993/94 | HNK Šibenik          | Chorwacja  | Prva HNL                    | 17    | 0      |
| 1994/95 | HNK Šibenik          | Chorwacja  | Prva HNL                    | 28    | 4      |
| 1995/96 | HNK Šibenik          | Chorwacja  | Prva HNL                    | 34    | 11     |
| 1996/97 | NK Zagreb            | Chorwacja  | Prva HNL                    | 25    | 4      |
| 1997/98 | NK Zagreb            | Chorwacja  | Prva HNL                    | 31    | 18     |
| 1998/99 | Hajduk Split         | Chorwacja  | Prva HNL                    | 8     | 6      |
| 1999/00 | Hajduk Split         | Chorwacja  | Prva HNL                    | 32    | 13     |
| 2000/01 | NK Zagreb            | Chorwacja  | Prva HNL                    | 17    | 11     |
| 2000/01 | Grasshopper Club     | Szwajcaria | Swiss Super League          | 12    | 1      |
| 2001/02 | Grasshopper Club     | Szwajcaria | Swiss Super League          | 22    | 1      |
| 2002/03 | Grasshopper Club     | Szwajcaria | Swiss Super League          | 25    | 9      |
| 2003/04 | Bene Jehuda Tel Awiw | Izrael     | Ligat ha’Al                 | 27    | 11     |
| 2004/05 | Bene Jehuda Tel Awiw | Izrael     | Ligat ha’Al                 | 32    | 6      |
| 2005/06 | Bene Jehuda Tel Awiw | Izrael     | Ligat ha’Al                 | 26    | 4      |
| 2006/07 | Bene Jehuda Tel Awiw | Izrael     | Ligat ha’Al                 |       |        |
|         |                      |            | Łącznie w Prva HNL          | 190   | 62     |
|         |                      |            | Łącznie w AXPO Super League | 69    | 11     |
|         |                      |            | Łącznie w Ligat ha’Al       | 85    | 21     |

## Kariera reprezentacyjna
W reprezentacji Chorwacji Baturina wystąpił tylko 1 raz, zadebiutował, a zarazem zaliczył ostatni jak na razie występ 13 czerwca 1999 w Seulu w meczu przeciwko reprezentacji Egiptu w ramach towarzyskiego pucharu Korea Cup. Chorwacja zremisowała wtedy 2:2, a Baturina pojawił się na ostatnich 15 minut, zmieniając tym samym Josipa Simicia. Po tym czasie nie otrzymywał już powołań ani od Miroslava Blaževicia ani od jego następców. Baturina wystąpił w 8 spotkaniach reprezentacji U-21, gdzie strzelił 2 bramki Islandii U-21.

## Sukcesy
- korona króla strzelców w barwach NK Zagrzeb w sezonie 1997/1998
- wicemistrzostwo Chorwacji w sezonie 1999/2000 z Hajdukiem Split
- przyczynienie się do mistrzostwa Dinama Zagrzeb w sezonie 2000/2001
- mistrzostwo Szwajcarii w sezonie 2002/2003 z Grasshoppers Zurych